# 후쿠오카 고양이 학대 사건
후쿠오카 고양이 학대 사건(福岡猫虐待事件 후쿠오카 네코 갸쿠타이 지켄[*])은 2002년 5월 6일 일본에서 일어난 사건이다. 히로시마현 구레시에 사는 마쓰바라라는 남자가 후쿠오카에서 고양이를 학대하는 사진을 인터넷에 올린 것이 발단이 되었다. 2ch 애완동물 게시판에 "야! 너희들!"(おい!おまえら)이라는 스레드를 만들어 올린 것으로 알려져 있다.

## 같이 보기
- 대한민국의 고양이 학대 사건 목록
- 캣쏘우 사건